# Acropora glauca
Acropora glauca är en korallart som först beskrevs av Brook 1893.  Acropora glauca ingår i släktet Acropora och familjen Acroporidae. IUCN kategoriserar arten globalt som nära hotad. Inga underarter finns listade i Catalogue of Life.